# P. D. Q. Bach
P. D. Q. Bach es un compositor ficticio inventado por el satírico musical estadounidense Peter Schickele, quien desarrolló una carrera de cinco décadas interpretando las obras «descubiertas» del «único hijo olvidado» de la familia Bach. La música de Schickele combina parodias de la erudición musicológica, las convenciones de la música clásica y barroca, y comedia física. El nombre "P. D. Q." es una parodia de los nombres en tres partes dados a algunos miembros de la familia Bach que comúnmente se reducen a iniciales, como C. P. E., para Carl Philipp Emanuel Bach; PDQ es un acrónimo de «pretty damned quick» ('condenadamente rápido').
Schickele comenzó a trabajar en el personaje mientras estudiaba en el Festival y Escuela de Música de Aspen y Juilliard, y ha realizado una variedad de programas de P.D.Q. Bach a lo largo de los años. The Village Voice menciona la yuxtaposición de collage, bitonalidad, sátira musical y surrealismo orquestal en una «extraña corriente melódica de conciencia [...] En P.D.Q. Bach, él solo ha mapeado un universo musical que todos sabían que estaba allí y nadie más tenía las agallas (no simplemente el mal gusto) para explorar».
A partir de 2012, Schickele había disminuido las giras debido a la edad. Realizó dos conciertos para conmemorar el 50 aniversario de su primer concierto en The Town Hall en Nueva York el 28 y 29 de diciembre de 2015.

## Biografía
Schickele ofrece una biografía ficticia humorística del compositor según la cual P.D.Q. Bach nació en Leipzig el 1 de abril de 1742, hijo de Johann Sebastian Bach y Anna Magdalena Bach; el vigésimo primero de los veinte hijos de Johann. También se le conoce como «el más joven y extraño de los veinte hijos de Johann Sebastian». Murió el 5 de mayo de 1807, aunque sus años de nacimiento y muerte a menudo se enumeran en la literatura del álbum al revés, como «(1807-1742)?». Según Schickele, P. D. Q. «poseía la originalidad de Johann Christian, la arrogancia de Carl Philipp Emanuel y la oscuridad de Johann Christoph Friedrich».

## Música
Las obras de Schickele atribuidas al P.D.Q. Bach a menudo incorporan reordenamientos cómicos de obras conocidas de otros compositores. Las obras utilizan instrumentos que no se utilizan normalmente en orquestas, como la gaita, la flauta de émbolo, el kazoo, e instrumentos de ficción o experimentales como el pastaphone ('pastáfono', hecho de manicotti crudo), tromboon, hardart, lasso d'amore, y flauta de desagüe zurda.
A menudo hay una sorprendente yuxtaposición de estilos dentro de una sola pieza del P. D. Q. El Preludio de Einstein en el Fritz, que alude a la ópera Einstein en la playa de Philip Glass, ofrece un ejemplo. La música subyacente es el primer preludio de Johann Sebastian Bach de The Well-Tempered Clavier, pero al doble de la velocidad normal, con cada frase repetida interminablemente de una manera minimalista que parodia a Glass. Además de esta estructura paralizante, se agrega de todo, desde frases de jazz hasta ronquidos, versiones muy armonizadas de Three Blind Mice y el canto de una frase sin sentido («Koy Hotsy-Totsy», en alusión a la película experimental Koyaanisqatsi para la que Glass escribió la partitura). A través de todas estas mutilaciones, la pieza nunca se desvía de la estructura armónica original de Bach.
El humor en la música del personaje a menudo se deriva de la violación de las expectativas de la audiencia, como repetir una melodía más de la cantidad habitual de veces, resolver un acorde musical más tarde de lo habitual o no resolverlo en absoluto, cambios de tonalidad inusuales, disonancia excesiva o cambios repentinos de arte alto al arte bajo. Se obtiene más humor reemplazando partes de ciertas piezas clásicas con canciones comunes similares, como la apertura de la Sinfonía n.° 2 de Brahms con Beautiful Dreamer, o reescribiendo la Obertura 1812 de Tchaikovsky como la Obertura de 1712 con Yankee Doodle reemplazando la melodía de Tchaikovsky y Pop Goes the Weasel reemplazando a La Marsellesa.

### Periodos composicionales
Schickele divide la producción musical ficticia de P.D.Q. Bach en tres períodos: la Inmersión Inicial, el Período Soused (que en español equivaldría a "período embriagado") y la Contrición. Durante la Inmersión Inicial, P.D.Q. Bach escribió el Traumerei para piano solo, una Sonata de eco para «dos grupos de instrumentos antipáticos» y un Concierto para flautas, dos trompetas y cuerdas. Durante el período Soused (o Brown-Bag), escribió un Concierto para Cuerno y Hardart (que era el nombre de una cadena de restaurantes automáticos), una Sinfonía Concertante, un Pervertimento para bicicletas, gaitas y globos, una Serenude, un Perückenstück (literalmente una voz alemán para 'Wigpiece'), una suite de El Barbero Civil (parodiando El barbero de Sevilla de Rossini), un Schleptet en mi bemol mayor, el medio ópera de un acto El Invitado Apedreado (el personaje de El Invitado de Piedra de Don Giovanni de Mozart, y la obra de Pushkin), un Concierto para piano vs. Orquesta, Variaciones Erotica (de Variaciones Eroica de Beethoven), Hansel y Gretel y Ted y Alice, una ópera en un acto antinatural (Hansel y Gretel de Engelbert Humperdinck y la película de 1969 Bob y Carol, Ted y Alice), El arte de la Ground Round (El arte de la fuga de Bach), un Concierto para Fagot vs. Orquesta y una Gran Serenata para una Gran Cantidad de Vientos y Percusión.
Durante el Período de Contrición, P.D.Q. Bach escribió la cantata Ifigenia en Brooklyn (Ifigenia en Aulis de Gluck, etc.), el oratorio The Seasonings (Las estaciones de Haydn), Diverse Ayres on Sundrie Notions, una Sonata para Viola Four Hands, el preludio coral Should, un cuaderno para Betty Sue Bach (del Pequeño libro de Anna Magdalena Bach y Peggy Sue de Buddy Holly), el Toot suite, la Grossest Fuga (Grosse Fuge de Beethoven), una Fanfare for the Common Cold (Fanfarria para el hombre común de Aaron Copland) y la cantata canina Wachet Arf! (Wachet auf de Bach).
Un trabajo final es la obra religiosa simulacro de Missa hilarante (Missa Solemnis de Beethoven) (Schickele no. N2O – la fórmula química del óxido de nitrógeno o 'gas de la risa').

## Tromboon
El tromboon es un instrumento musical compuesto por la lengüeta y el tudel de un fagot, unido al cuerpo de un trombón en lugar de la boquilla del trombón. Combina el sonido de lengüetas dobles y el deslizamiento para un instrumento distintivo e inusual. El nombre del instrumento es un acrónimo de 'trombón' y 'fagot' en inglés (bassoon). La calidad del sonido del instrumento se describe mejor como cómica y fuerte.

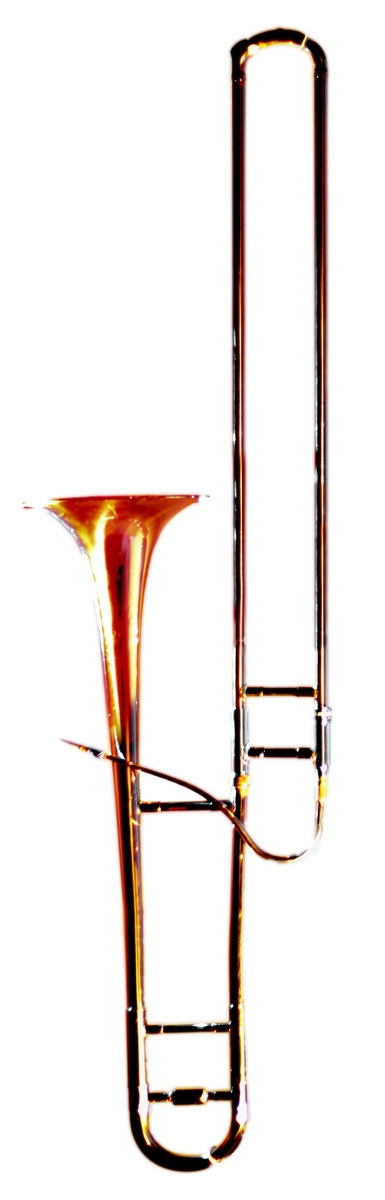
Un Tromboon.

El tromboon fue desarrollado por Peter Schickele, un hábil fagotista, y apareció en algunos de sus conciertos en vivo y actuaciones grabadas. Schickele lo llamó «un híbrido –esa es la mejor palabra– construido a partir de las partes de un fagot y un trombón; tiene todas las desventajas de ambos». Este instrumento se utiliza en las partituras del oratorio P.D.Q. Bach The Seasonings, así como en la Serenude (para instrumentos tortuosos) y Shepherd on the Rocks, With a Twist.

## Grabaciones
| Título                                                            | Año  |
| ----------------------------------------------------------------- | ---- |
| Peter Schickele presenta una velada con P.D.Q. Bach (1807-1742?). | 1965 |
| Un regreso histérico: P.D.Q. Bach en el Carnegie Hall             | 1966 |
| Informe de Hoople: P.D.Q. Bach en el aire                         | 1967 |
| El invitado apedreado                                             | 1970 |
| El íntimo P.D.Q. Bach                                             | 1974 |
| Retrato de P.D.Q. Bach                                            | 1977 |
| Bluegrass de la Selva Negra                                       | 1979 |
| Polcas de Liebeslieder                                            | 1980 |
| Música que no puedes sacarte de la cabeza                         | 1982 |
| Música de una pequeña pesadilla                                   | 1983 |

| Título                                                                         | Año  |
| ------------------------------------------------------------------------------ | ---- |
| Obertura 1712 y otros asaltos musicales                                        | 1989 |
| Edipo Tex y otras calamidades corales                                          | 1990 |
| Radio WTWP Classical Talkity-Talk                                              | 1991 |
| Música para una gran cantidad de vientos y percusión                           | 1992 |
| Dos pianos son mejores que uno                                                 | 1994 |
| El clave de temperamento corto y otros trabajos disfuncionales para el teclado | 1995 |
| P.D.Q. Bach and Peter Schickele: The Jekyll and Hyde Tour                      | 2007 |

| Título                                    | Compañía discográfica | Año  |
| ----------------------------------------- | --------------------- | ---- |
| The Wurst of P.D.Q. Bach                  | Vanguard Records      | 1971 |
| La temida colección P.D.Q. Bach           | Vanguard Records      | 1996 |
| La antología de P.D.Q. Bach mal concebida | Telarc Records        | 1998 |

| Título                                        | Año  |
| --------------------------------------------- | ---- |
| El rapto de Figaro                            | 1984 |
| P.D.Q. Bach en Houston: ¡Tenemos un problema! | 2006 |

| Título                                 | Año  |
| -------------------------------------- | ---- |
| La biografía definitiva de P.D.Q. Bach | 1996 |

## Premios
Las grabaciones de P.D.Q. Bach recibieron cuatro premios Grammy consecutivos en la categoría de Mejor Álbum de Comedia de 1990 a 1993. Schickele también recibió una nominación al Grammy en la categoría de Mejor Álbum de Comedia en 1996 por su edición abreviada de audiolibros de The Definitive Biography of P.D.Q. Bach.

## Influencia
En una entrevista emitida por el programa Qué fue de tu vida de TV Pública, Daniel Rabinovich, miembro de Les Luthiers, mencionó brevemente a P.D.Q. Bach como influencia para el grupo, el cual también destaca por sus estrafalarios instrumentos y por tener de protagonista a un compositor de dudoso talento.